# Cathédrale Saint-Patrick-et-Saint-Felim de Cavan
Cette  cathédrale ne doit pas être confondue avec une autre cathédrale de Cavan.
La cathédrale Saint-Patrick-et-Saint-Felim de Cavan est la cathédrale catholique irlandaise du diocèse de Kilmore. 

## Histoire
Le diocèse de Kilmore tient son nom du village éponyme, situé à quelques kilomètres de la ville de Cavan. C’était au VIe siècle le lieu d’ermitage de celui qu’on connait aujourd’hui comme saint Felim (en), fondateur et premier évêque du diocèse. La première cathédrale est fondée par lui ; elle existe encore, et sert aujourd’hui de salle paroissiale à la seconde cathédrale de 1454, confisquée lors de la Réforme anglaise au profit de l’Église d’Irlande.
L’Église catholique romaine n’a pas officiellement de cathédrale pendant trois siècles : l’église paroissiale de Cavan ne prend ce titre qu’en 1862, après que l’évêque James Brown (1829 – 1865) ne l’ait agrandi. À la fin du XIXe siècle, Cavan devient un important carrefour ferroviaire ; la ville grandit et de plus grande infrastructures sont construites, comme l’hôtel de ville daté de 1909.
La cathédrale actuelle est construite dans ce contexte entre 1938 et 1942 par l’entreprise John Sisk & Son, sous la direction du cabinet d’architecte W.H. Byrne & Son ; l’évêque qui en est à l’origine est Mgr Patrick Lyons (1937 – † 1949). Elle est réalisée en style néoclassique, et est l’une des dernières cathédrales catholiques réalisées en Irlande après la vague des années 1850. Son coût de construction s’élève à 209 000 £. Elle est dédiée le 27 septembre de l’année de son achèvement, et consacrée cinq ans plus tard.

## Architecture
Le tympan est le travail du sculpteur Edward Smith de Dublin. Il représente le Christ, saint Patrick et saint Felim. Quatre colonnes de style corinthien le soutiennent, réalisées en pierre de Portland.
Le plan est basilical. Passé le narthex, la longue nef possède six travées, accompagnées de collatéraux ; la croisée du transept est entourée de quatre groupes de quatre colonnes, qui soutiennent un dôme. Les vingt-huit colonnes ont été réalisées en marbre par la firme italienne de Dinelli Figli, basée à Pietrasanta, tout comme le pupitre (côté sud) et le statuaire. Le maître-autel est quant à lui en marbre vert du Connemara et en marbre rose de Middleton, et les rails d’autel — elle est la dernière cathédrale cathédrale a ne pas les avoir retiré à la suite du concile Vatican II — sont en marbre blanc de Carrare.

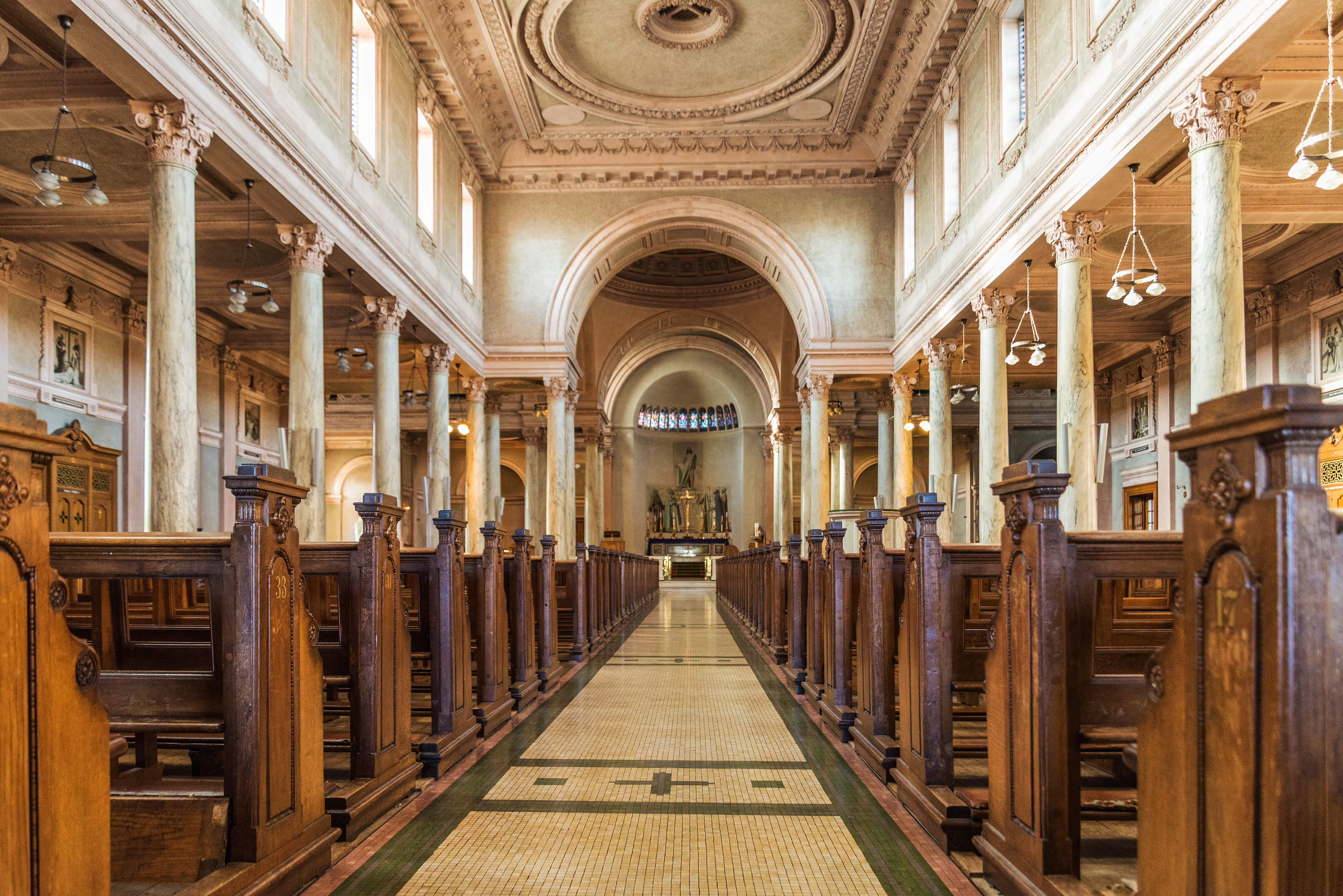
La nef de l’édifice.

L’abside fait deux travées de long, ce qui crée autant des chapelles latérales au nord et au sud. Les Saints-Sacrements sont aujourd’hui donnés dans la chapelle sud la plus proche du maître-autel. Les stations du chemin de croix sont réalisées par le peintre George Collie, tout comme le Christ ressuscité du mur sud de l’abside. Au-dessus de cette peinture se trouvent douze petites fenêtres, qui représentent les têtes des douze apôtres. Les six vitraux de la nef et celui du bras sud du transept datent de 1994, et ont été réalisés par l’atelier de Harry Clarke. 
L’édifice possède une flèche de 68 mètres (224 pieds), encadrée de deux petits dômes.

### Article lié
- Liste des cathédrales d'Irlande